# Garachico
Garachico je jednou z 31 obcí na španělském ostrově Tenerife. Nachází se na západě ostrova, sousedí s municipalitami Los Silos, El Tanque, Santiago del Teide a Icod de los Vinos. Její rozloha je 29,28 km², v roce 2019 měla obec 4 871 obyvatel. Je součástí comarcy Daute/Teno.